# کالیتا ایر
کالیتا ایر (به انگلیسی: Kalitta Air) یک شرکت هواپیمایی با کد یاتا K4 است. دفتر مرکزی کالیتا ایر در میشیگان، ایالات متحدهٔ آمریکا واقع شده‌است و قطب این شرکت هواپیمایی در فرودگاه بین‌المللی لیبرتی نیوآرک، فرودگاه بین‌المللی جان اف کندی، فرودگاه بین‌المللی تد استیونز انکوریج، فرودگاه بین‌المللی هنگ کنگ و فرودگاه بین‌المللی بحرین قرار دارد و به ۲۵ مقصد، پرواز مستقیم انجام می‌دهد.

## مقصدهای پروازی
افغانستان
- بگرام - میدان هوایی بگرام
- قندهار - میدان هوایی بین‌المللی قندهار

آرژانتین
- بوئنوس آیرس - فرودگاه بین‌المللی مینیسترو پیستارینی[۱]

بحرین
- فرودگاه بین‌المللی بحرین

بلژیک
- بروکسل - فرودگاه بروکسل
- لیژ - فرودگاه لیژ

کلمبیا
- مدئین - فرودگاه بین‌المللی خوزه ماریا کوردوا

مصر
- قاهره - فرودگاه بین‌المللی قاهره

آلمان
- لایپزیگ - فرودگاه لایپزیگ/هال

هنگ کنگ
- فرودگاه بین‌المللی هنگ کنگ

اسرائیل
- فرودگاه بین‌المللی بن گوریون

هند
- دهلی - فرودگاه بین‌المللی ایندیرا گاندی

ایتالیا
- باری (ایتالیا) - فرودگاه باری

لتونی
- ریگا - فرودگاه بین‌المللی ریگا

هلند
- آمستردام - فرودگاه اسخیپول آمستردام

پاکستان
- کراچی - فرودگاه بین‌المللی جناح

روسیه
- خاباروفسک - فرودگاه خاباروفسک ناوی

اوکراین
- کی‌یف - فرودگاه بین‌المللی بوریسپیل

امارات متحده عربی
- فجیره - فرودگاه بین‌المللی فجیره[۲]
- شارجه - فرودگاه بین‌المللی شارجه

ایالات متحده آمریکا
- انکوریج - فرودگاه بین‌المللی تد استیونز انکوریج
- بوستون - فرودگاه بین‌المللی لوگان[۳]
- شیکاگو - فرودگاه بین‌المللی اوهر شیکاگو
- سینسینتی، اوهایو - فرودگاه بین‌المللی سینسیناتی/کنتاکی شمالی
- کلمبوس، اوهایو - فرودگاه بین‌المللی ریکن‌بیکر
- هونولولو - فرودگاه بین الملی هونولولو
- ایندیاناپولیس - فرودگاه بین‌المللی ایندیاناپلیس
- لس آنجلس - فرودگاه بین‌المللی لس‌آنجلس
- Kailua-Kona - فرودگاه بین‌المللی کونا
- میامی، فلوریدا - فرودگاه بین‌المللی میامی
- نیوآرک، نیوجرسی - فرودگاه بین‌المللی لیبرتی نیوآرک
- نیویورک - فرودگاه بین‌المللی جان اف کندی
- Oscoda - فرودگاه اسکودا-وورتس‌اسمیت

پاناما
- Panamá - فرودگاه بین‌المللی توکامن

بریتانیا
- فرودگاه نیروی هوایی سلطنتی میلدنهال